# Margaret Zachariah
Margaret Zachariah (* 1944) ist eine ehemalige australische Squashspielerin.

## Karriere
Margaret Zachariah war in den 1970er- und 1980er-Jahren als Squashspielerin aktiv. Dreimal nahm sie im Einzel an der Weltmeisterschaft teil: 1979 schied sie im Achtelfinale gegen Rhonda Thorne aus, zwei Jahre darauf gelang ihr der Viertelfinaleinzug. In diesem unterlag sie Angela Smith in drei Sätzen. Bei der Weltmeisterschaft 1983 kam sie nicht über die zweite Runde hinaus, in der sie gegen Rae Anderson verlor. 1981 erreichte sie außerdem das Endspiel der British Open. Gegen Vicki Hoffmann musste sie sich in drei Sätzen geschlagen geben.
Bei der Weltmeisterschaft 1990 fungierte Zachariah als Managerin der australischen Nationalmannschaft. Darüber hinaus war sie bei drei Weltmeisterschaften Trainerin der Juniorinnen-Mannschaft.